# Liberina
A liberina é isolada dos grãos de café, chá, nozes-de-cola, guaraná, cacau e da erva-mate.